# Гудисское ущелье
Гудисское ущелье (осет. Гудисгом, от селения Гудис и осет. ком — «ущелье») — ущелье в центре частично признанного государства Южная Осетия на юго-востоке Дзауского района на границе с Цхинвальским районом РЮО (или, по законам Грузии, в Джавском муниципалитете).